# Sclaters waaierstaart
De Sclaters waaierstaart (Rhipidura opistherythra) is een zangvogel uit de familie Rhipiduridae (waaierstaarten). De Nederlandse naam verwijst naar de Engelse ornitholoog Philip Lutley Sclater die deze vogel in 1883 wetenschappelijk heeft beschreven.

## Verspreiding en leefgebied
Deze soort is endemisch in de bossen van de Tanimbar-eilanden in de zuidelijk Molukken.

## Status
De grootte van de populatie is niet gekwantificeerd maar de soort wordt omschreven als vrij algemeen. Het verspreidingsgebied is echter klein en aangenomen wordt dat de soort achteruitgaat door habitatverlies. Op de Rode lijst van de IUCN heeft deze soort daarom de status gevoelig.